# Мелузин, Роман
Роман Мелузин (чеш. Roman Meluzín; род. 17 июня 1972, Босковице) — бывший чешский хоккеист, нападающий. Чемпион мира 1996 и 1999 годов. В настоящее время — главный тренер юниорской команды «Комета Брно».

## Карьера
Роман Мелузин начал свою взрослую карьеру в клубе «Комета Брно», дебютировав в чехословацкой лиге в сезоне 1989/90. Отыграв три года в Брно, он перешёл в «Злин», с которой два раза доходил до финала чешской Экстралиги. После двух сезонов в Финляндии и Германии, вернулся на родину. Летом 2012 года закончил карьеру в возрасте 40 лет. После окончания карьеры тренировал юниорские команды различных возрастов «Кометы». Сейчас возглавляет команду игроков не старше 20 лет, выступающую в чешской Экстралиге юниоров.
С 1994 по 1999 год регулярно играл за сборную Чехии. Со сборной дважды, в 1996 и 1999 годах, выигрывал золотые медали чемпионатов мира.

## Достижения
- Чемпион мира 1996 и 1999
- Серебряный призёр чемпионата Чехии 1995, 1999 и чемпионата Финляндии 2002
- Бронзовый призёр чемпионата Европы среди юниоров 1990 и молодёжного чемпионата мира 1991

## Статистика
- Чешская экстралига — 544 игры, 364 очка (148 шайб + 216 передач)
- Чешская первая лига — 327 игр, 185 очков (72+113)
- Чешская вторая лига — 116 игр, 101 очко (36+65)
- Финская лига — 84 игры, 64 очка (34+30)
- Немецкая лига — 38 игр, 27 очков (9+18)
- Словацкая экстралига — 7 игр, 3 очка (1+2)
- Сборная Чехии — 70 игр, 13 шайб
- Всего за карьеру — 1186 игр, 313 шайб